# Atrapa-boires

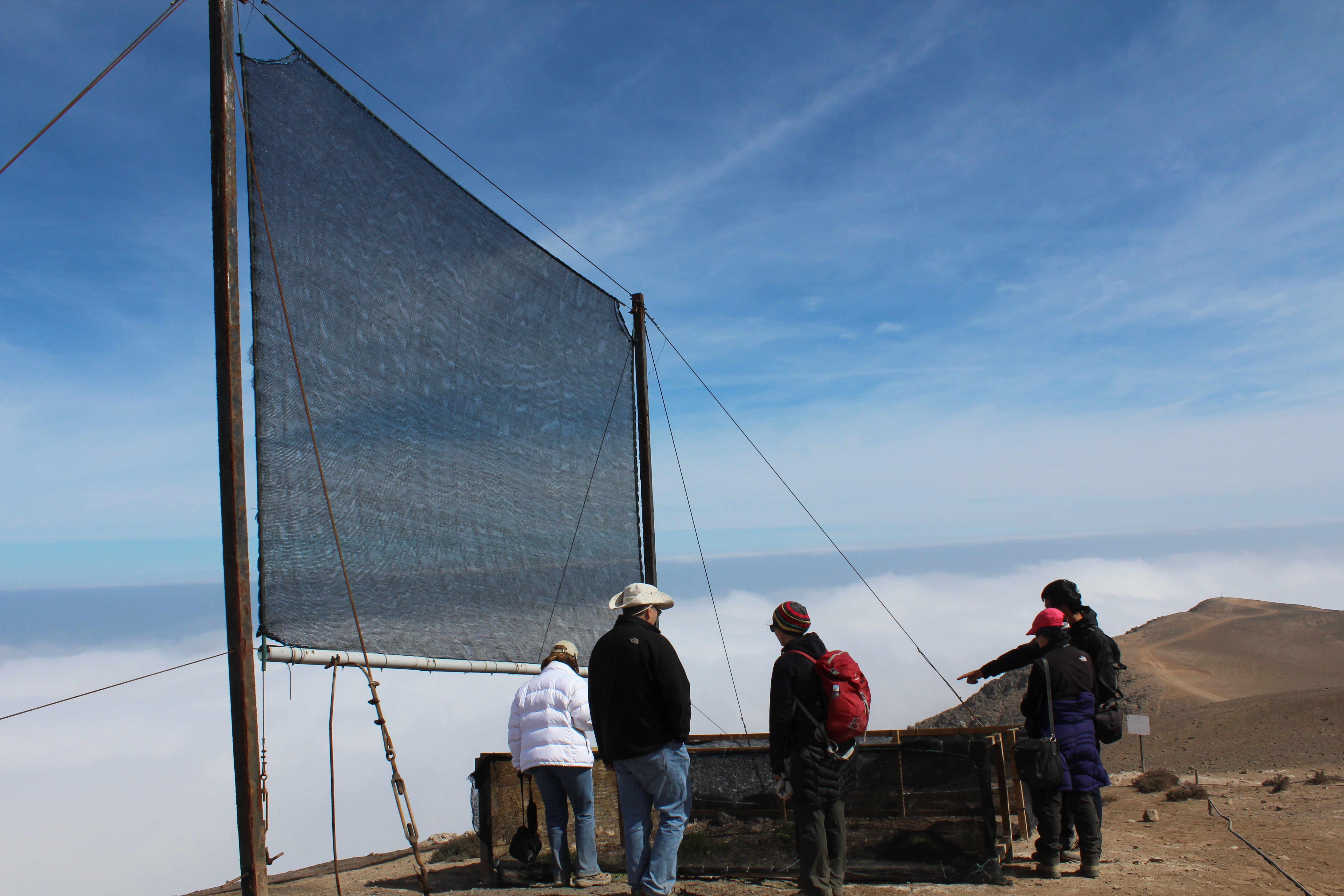
atrapa-boires a l'Alt Patache, Xile.

Els atrapa-boires o capta-boires són un sistema per atrapar les gotes d'aigua microscòpiques que conté la boirina. S'usen en regions desèrtiques amb presència de boira, com el desert del Néguev a Israel o el desert d'Atacama a Xile, com també a l'Equador, Guatemala, Perú, Nepal, i alguns països d'Àfrica.

## Fonaments tècnics
Atrapa-boires és el nom d'un procés conegut com a condensació, el vapor d'aigua atmosfèric existent dins l'aire es condensa naturalment sobre les superfícies fredes en forma de gotetes d'aigua líquida, efecte conegut com a rosada.
El fenomen és més observable en objectes, prims i plans incloent les fulles de les plantes i fulles d'herba exposades a la boirina.
La superfície exposada es refreda mitjançant la radiació de la seva calor cap a l'aire més fred, i, atès que la humitat atmosfèrica es condensa a una velocitat més gran que aquella a la que es pot evaporar, aquest diferència origina la formació de gotetes d'aigua sobre la superfície exposada

## Orígens històrics
La recol·lecció organitzada de gotes d'aigua de la rosada o baf a través de processos naturals o assistits és una pràctica antiga, des de les gotes de rosada a petita escala de tolls de condensació recollits en les tiges d'una planta (encara es practica avui per supervivalistes), al reg natural de gran magnitud en zones sense pluges, com en el desert d'Atacama i el Namib.
Diversos dispositius artificials tals com els antics munts de pedra a Ucraïna, els "estanys de rosada" medievals en el sud d'Anglaterra o la pedra volcànica que cobreix els cultius en els camps de Lanzarote han estat totes preses en compte per fer possibles dispositius de recol·lecció de la rosada o de les boires.

## A Xile
El desert de Atacama és el de major aridesa del món; no obstant això, en les seves costes, les masses d'aire humit de l'oceà Pacífic formen boirines matinals o boira de advecció, anomenades localment camanchacas.
Des dels anys 1960, diversos investigadors havien concebut l'aprofitament de l'aigua en les camanchacas. Destaquen, sobretot, els treballs fets per Carlos Espinosa Arancibia, físic de la Universitat de Xile que va obtenir una patent d'invenció (Nº 18.424) per un aparell destinat a “captar aigua continguda en les boires o camanchacas”. Després va donar la seva invenció a la Universitat Catòlica del Nord i va fomentar la seva difusió gratuïta a través de la UNESCO.
L'equip era un cilindre de 0,7 m de diàmetre en el que estaven disposats 1300 monofilaments de perlon de 0,5 mm de diàmetre i 2 m de llarg. Al fons d'aquest sistema es trobava un embut metàl·lic i un recipient d'acumulació d'aigua. Després van venir una sèrie de millores i a nivell mundial Carlos Espinosa Arancibia és reconegut com un dels pares d'aquesta invenció.
Els atrapa-boires que s'usen als pobles del nord xilè van ser desenvolupats en conjunt amb científics israelians. Estan formats per un pedestal metàl·lic en el que hi ha un gran marc, d'uns 6 m de llarg per 4 m d'alt. Aquest marc conté una malla plàstica que facilita la condensació de la boirina. En la seva part inferior hi ha una canaleta i un receptacle col·lector.
Aquests dispositius s'instal·len en llocs alts, que es trobin exposats a la camanchaca i estan connectats per canonades a dipòsits d'aigua. A Xile, el primer lloc habitable on es van instal·lar atrapa-boires va ser el poble Chungungo a 73 km al nord de la ciutat de la Serena.
En els atrapa-boires, els rendiments esperables de captació d'aigua se situen de 2 a 10 [L/m²dia]. En estudis recents realitzats a Mèxic s'ha determinat que la distribució de gotes de boira no és homogènia, que les més abundants són de 30 a 40 (una micra equival a la milionèsima part d'un metre), i que cada núvol està format de centenars de milers de gotes. En el cas de la boira, que és un núvol amb baixa concentració d'aigua, hi ha entre 50 i cent gotetes en un centímetre cúbic.

## A Canàries
A Lanzarote illa de l'Arxipèlag Canari el desenvolupador d'aquest disseny de captació és l'enginyer agrícola Theo Hernando Olmo, actual director gerent d'Aigua de Boira de Canàries SL, va començar a l'abril de 2008, quan, al costat del seu soci Ricardo Gil, va idear i va patentar els prototips de captadors de boira, rosada i precipitacions. Els atrapa-boires tenen forma de prisma i estan fabricats amb fibra de vidre i estructura d'alumini, amb els quals conformen el primer "hort hídric" amb captadors tridimensionals del món.
Se situa en el municipi grancanari de Valleseco, un lloc escollit per les seves òptimes condicions geoclimàtiques, ja que està orientat al nord-nord-est, d'on procedeixen els vents alisis, i sobre una superfície amb una inclinació moderada.
Les millors condicions per captar aigua de boira es donen en un rang de vents d'entre 30 i 35 quilòmetres per hora, ja que "a major quantitat de metres cúbics d'aire que passa pel captador, més litres d'aigua es recullen". Un només captador dels 30 que operaran en Gran Canària pot recollir més de 500 litres d'aigua en un dia, encara que la mitjana oscil·la entre 180 i 230 litres diaris.
L'aigua d'una gran puresa es comercialitza com a aigua embotellada de beguda per l'empresa "Aigües de Boira de Canàries SL", creada en 2011, que ha dissenyat per a les seves ampolles un logotip que simbolitza les corbes de pressió amb les quals es mostren les ones de l'anticicló en els mapes atmosfèrics. Aquests captadors d'aigua de boira estan patentats amb el registre de captadors tridimensionals NRP 3.0 (M.O. 200801154).

## Al Perú
El desert que es troba al voltant de la ciutat de Lima a Perú és un dels més àrids del món, però durant l'hivern peruà es formen en l'oceà Pacífic denses boires que gairebé diàriament ho travessen. Donant al cel a la zona de Lima un perenne color gris, ennuvolats que no proporcionen pluges, conegut com a "Panza de Ruc".
A partir de febrer de 2015 en els turons del sud de Lima una iniciativa planteja instal·lar durant aquest any 1.000 "atrapa-boires" per recol·lectar fins a 400.000 litres d'aigua al dia i proveir a famílies en extrema pobresa amb aigua per a beguda i reg d'horts per al seu propi proveïment.
Els atrapa-boires se situen en el "Asentamiento Humano Villa Lourdes Ecológica", una barriada d'extrema pobresa en el districte de Vila María del Triomf, en el sud de Lima, la segona ciutat més gran del món, després del Caire, situada enmig d'un desert